# René Hannemann
René Hannemann (ur. 9 października 1968 w Bad Belzig) – niemiecki bobsleista, dwukrotny medalista olimpijski w czwórkach.

## Kariera
Początkowo Hannemann był lekkoatletą – specjalizował się w skoku w dal i trójskoku. Pierwszy sukces w bobslejach osiągnął w 1991 roku, kiedy w parze z Wolfgangiem Hoppe zdobył brązowy medal w dwójkach na mistrzostwach świata w Altenbergu. Razem z Hoppe zajął też trzecie miejsce podczas rozgrywanych dwa lata później mistrzostw świata w Igls. Największe sukcesy osiągnął jednak w czwórkach, zdobywając złote medale na mistrzostwach świata w Winterbergu w 1995 roku i mistrzostwach świata w St. Moritz dwa lata później. W międzyczasie wystąpił na igrzyskach olimpijskich w Albertville w 1992 roku, gdzie razem z Hoppe, Bogdanem Musiolem i Axelem Kühnem zdobył srebrny medal w czwórkach. Brał także udział w igrzyskach w Lillehammer, gdzie reprezentacja Niemiec w składzie: Wolfgang Hoppe, Ulf Hielscher, René Hannemann i Carsten Embach zdobyli brązowy medal.